# Studija s lutkom Bobo
Studija s lutkom Bobo predstavlja istraživanje koje je u periodu 1961—1963. godine sproveo kanadski psiholog Albert Bandura. Naime, smatra se da tokom ljudskog rasta i razvoja važni ljudi u detinjstvu, poput roditelja i učitelja, potkrepljuju određena ponašanja, a ignorišu ili kažnjavaju druga. Ali, Bandura smatra kako ponašanje može na različite važne načine biti oblikovano jednostavnim opažanjem i imitiranjem (modeliranjem) ponašanja drugih ljudi. 
Istraživanje je provedeno u dečjem vrtiću među 36 dečaka i 36 devojčica prosečne starosti 4,4 godine. Deca su bila podeljena u 8 eksperimentalnih grupa i jednu kontrolnu grupu, zavisno od toga kog su pola, hoće li biti izložena agresivnom ili neagresivnom modelu, modelu ženskog ili muškog pola i slično. Agresivno ponašanje modela izražavalo se kroz agresivna ponašanja usmerena prema lutki Bobo – sedeo bi na nju, udarao čekićem, bacao po prostoriji, udara nogom i slično.
Deca koja su oponašala agresivne modele oponašala su u celosti njihova nasilnička ponašanja prema lutki Bobo, naručito kada je u pitanju bio model njihovog pola. Istraživanje je pokazalo i niz drugih, značajnih nalaza.

## Metod
Ispitanici su posmatrali 48 dečaka i 48 devojčica od 35 do 69 meseci, sa prosečnom starošću od 52 meseca. 
Opšti postupak
Ispitanici su podeljeni u tri eksperimentalne grupe i jednu kontrolnu grupu od po 24 ispitanika. Jedna grupa eksperimentalnih ispitanika posmatrala je agresivne modele uživo, druga grupa je posmatrala iste modele agresije prikazane na filmu, dok je treća grupa gledala film koji prikazuje agresivan crtani lik. Nakon iskustva izloženosti, subjekti su testirani za količinu imitativne i neimitativne agresije u drugom eksperimentalnom okruženju u odsustvu modela. Ispitanici kontrolne grupe nisu bili izloženi agresivnom modelu i testirani su samo u situaciji generalizacije. Predmeti u eksperimentalnim i kontrolnim grupama su pojedinačno usklađeni na osnovu ocene njihove agresivnosti u društvenim interakcijama u vrtiću. Određivan je nivo agresivnog ponašanja na osnovu skale koja se sastojala iz pet delova:

1. Fizičko nasilje
2. Psihičko nasilje
3. Verbalno nasilje
4. Agresija nad stvarima
5. Inhibicija agresije''

Druga skala koja se bavila tendencijom da deca inhibiraju agresivno ponašanje obezbedila je meru na osnovu koje se utvrđivao strah od agresije. 71% dece su bili jednako ocenjeni od obe strane ocenjivača što pokazuje tačnost eksperimenta. 

## Prvi eksperiment (Bandura)
Eksperiment je zamišljen tako da se podeli određen broj dečaka i devojčica u uzrastu od 3 do 6 godina u tri grupe, gde će se svakoj grupi dece prikazati film koji prezentuje nasilničko ponašanje nad Bobo lutkom. Takvo ponašanje je podrazumevalo fizičko i verbalno zlostavljanje Bobo lutke za šta bi modeli bili nagrađivani, kažnjavani ili ostavljani bez ikakvih posledica. Model bi prvo postavio lutku na stranu, seo na nju, i udario je u nos. Potom bi podigao lutku i udario je čekićem u glavu. Posle agresivnog napada čekićem, model je šutirao lutku po sobi. Nakon toga bi je gađao gumenim lopticama. Svaki udarac izvršen nad lutkom je bio praćen uzvicima i pretnjama. Ovako neprimereno ponašanje , fiziko i verbalno nasilje , ponovljeno je svega dva puta. U prvoj grupi bi model bio nagrađivan uglavnom slatkišima što bi uglavnom deci tog uzrasta budilo interesovanje i ponovnu želju za istim. U drugoj grupi model bi bio kažnjavan za svoje nasilničko ponašanje u vidu kažnjavanja i pretnje, dok je model u trećoj prošao bez posledica (pozitivnih ili negativnih).
Deca su pojedinačno uvođena u sobu u kojoj su pažljivo posmatrali radnju filma sa različitim posledicama po modele. Pošto bi gledali dati film, deca su bila odvođena u sobu punu igračaka (lopte, automobili, plišane lutke, kocke, kućice za lutke, roboti...) među kojima se nalazila i Bobo lutka nad kojom je izvršeno nasilničko ponašanje u snimku. Soba u kojoj bi se nalazilo dete odvojena je jednostranim ogledalom iza kojeg je dvoje posmatrača snimalo ponašanje deteta u razmacima od 5 sekundi, njihovu interakciju i igru sa igračkama, u potpunom kontinuitetu u trajanju od 10 minuta. Deci tog uzrasta pažnja je sklona opadanju bez dodatnog okruženja, zato bi se nakon 5 minuta boravka deteta u sobi pojavila osoba koja bi saopštila detetu da ima razloga da ostane u sobi. (npr.da sačeka nove igračke).
Grupa dece koja je posmatrala film sa modelom koji je nagrađen motivisana je da se ponaša kao i sam model. Grafikon predstavlja stepen podsticanja dečaka i devojčica koji su učestvovali u eksperimentu, odnosno stepen verovatnoće da će ponoviti ponašanje sa prethodno pogledanog videa. Rezultati eksperimenta su potvrdili Bandurina očekivanja.Deca su pokazala identično ponašanje koje su videli na modelu ponašanja odraslih bez njihovog prisustva. Prognozirao je da će se deca ‘’neagresivne” grupe ponašati mirnije nego ona iz ‘’eksperimentalne”. Analizom rezultata psiholozi su zaključili da glavni uticaj u oponašanju nasilničkog ponašanja ima pol deteta te da su po prirodi dečaci više imitirali prethodno gledane modele. U daljim rezultatima posmatranja došli su do podataka koje su i očekivali a to je da su subjekti u grupi nagrađivanih modela i grupi modela bez posledica oponašali nasilje u velikoj meri u odnosu na grupu kažnjenih modela. Naredni osvrt na eksperiment pokazivao je napredak u sve tri grupe devojčica koje su potpuno ignorisale nasilničkog ponašanja kao grupe kažnjenih modela, dok su dečaci nagrađivanog i modela bez posledica oponašali u velikoj meri ono nasilničko ponašanje koje su odgledali u snimku.

## Drugi eksperiment (Bandura, sestre Ros)
Godine 1961. Albert Bandura, Dorothea Ross i Sheila Ross su se odlučili na nadogradnju prethodnog eksperimenta. Jedina razlika u eksperimentu bio je način u prikazivanju nasilničkog ponašanja. Subjekti su se delili na grupe koje su agresiju gledali uživo, na platnu u vidu igranog filma, na platnu u vidu crtanog filma i grupu koja nije bila izložena agresivnom ponašanju.
Deca koja su uživo posmatrala agresivno ponašanje su pojedinačno uvođena u sobu i ostavljana za stolom sa pečatima, šarenim stikerima i obojenim papirom. Nakon objašnjenja kako se igračke koriste u sobu bi ulazio model i sedao za sto na drugom kraju sobe, na kom su se nalazili set slagalica, čekić i velika Bobo lutka. Model je igru počinjao sklapajući slagalicu, ali kada bi prošao minut okrenuo bi se Bobo lutki i ostatak vremena proveo maltretirajući je. Model je lutku udarao u nos dok sedi na njoj, udarao je čekićem u glavu, bacao je po sobi i šutirao. Ova fizička agresija je ponavljana tri puta i svaki put je bila propraćena odgovarajućom verbalnom agresijom.
Deca iz grupe koja su gledala igrani film su na imitaciji televizora gledala iste modele kao i prva grupa, koji su postupali na isti način kao i u prvoj grupi. Deca iz grupe koja su gledala crtane filmove su dovođena u sobu jedno po jedno i psiholog bi im uključio program sa crtanim filmovima i izašao iz sobe. Da bi doprineo nerealnosti crtaća scenario je bio uređen veštačkom travom i svetlo obojenim drvećem, pticama i leptirima, stvarajući prizor iz bajke. Na filmu je prikazan ženski model obučen u kostim crne mačke. Model zatim ponavlja isto ponašanje kao i u prethodne dve grupe, ispoljavajući agresiju na Bobo lutki. Ceo prikaz propraćen je džinglovima i visokim mačijim glasom da bi se što više dočarao osećaj crtanog filma.
Tvrdilo se da subjekti ranije naučene oblasti ponašanja neće ispoljiti ukoliko ne budu podstaknuti na to ponašanje. Takođe se smatralo da to agresivno ponašanje neće biti ispoljeno u tolikoj meri ukoliko subjekti pre ulaska u sobu za testiranje ne budu u kontaktu sa nekim vidom agresije.

## Zaključak
Rezultatima eksperimenta “Lutka Bobo” bila je potvrđena socijalna teorija obuke koju je definisao Bandura. On i njegove kolege su predviđali, da je eksperiment predstavio,kako različiti modeli opredeljenja mogu biti izučeni posredstvom posmatranja i imitacije, a takođe da socijalna imitacija može dovesti do stvaranja novih modela ponašanja. Osvrtom na date rezultate eksperimenta došli su do zaključka da se agresivno i nasilničko ponašanje ne može u potpunosti oponašati gledanjem filma takvog sadržaja, ali i da su u tom uzrastu kod dece više zastupljene motorne od verbalnih sposobnosti te će subjekti pre oponašati ono što su videli nego ono što su čuli. U prirodi su dečaci podložniji agresivnom ponašanju od devojčica što možemo da podvedemo pod osnovnim zaključkom Bandurinog eksperimenta i njemu sličnih.
Saglasno sa Bandurinim izjavama, agresivno ponašanje odraslog prema lutki dali su deci za pravo da pretpostave da su takva dejstva u principu normalna.Rezultat toga je to da su deca prihvatila takav model ponašanja u kojem se sprovodi agresija kada su razočarani. 
U današnjem svetu, veliki uticaj na ljude, a prvenstveno na decu, ima nekvalitetan medijski sadržaj, što se može tumačiti ako savremeni eksperiment “Bobo lutka”.

## Literatura
- Bandura, A., Ross, D., Ross, S. A. (1963). Imitation of film-mediated aggressive models. Journal of Abnormal and Social Psychology, Vol. 66, No 1: 3-11
- „Classics in the History of Psychology -- Bandura, Ross, & Ross (1961)”. psychclassics.yorku.ca. Приступљено 2024-05-11.